# Famille Troki
Pour les articles homonymes, voir Troki.
Les Troki sont une famille de Sages karaïtes (un courant juif scripturaliste, opposé au judaïsme rabbinique traditionnel), tirant leur nom de la ville de Trakai, sise dans le gouvernement de Wilna (actuelle Lituanie).
Les membres les plus éminents de cette famille sont :
- Abraham ben Aaron Ḥazzan Troki, un poète liturgique du XVIe siècle, dont les compositions ont été insérées dans les rituels de prière karaïtes
- Isaac ben Abraham Troki, un polémiste du XVIe siècle, dont le grand-œuvre, Ḥizzuḳ Emunah (Renforcement de la foi), visant à démontrer la supériorité du judaïsme sur le christianisme, fut abondamment étudié par les lettrés juifs et chrétiens de l'époque.
- Joseph ben Mordecai Malinovski Troki : disciple d'Isaac ben Abraham Troki, il rédigera la préface et l'index du Ḥizzuḳ Emunah. Il est aussi l'auteur du Ha-Elef Leka (Amsterdam, c. 1626), une prière de mille mots commençant chacun par la lettre he, du Ḳiẓẓur 'Inyan Sheḥiṭah (Vienne, 1830), sur les lois de l'abattage rituel d'après Eliyahou Bashiyatzi, publié avec le Dod Mordekai de Mordecai ben Nissim. On lui attribue aussi le Sefer Minhagim, sur les coutumes rituelles des karaïtes, le Perush 'al Haḳdamat Aẓulah, un commentaire sur la prière Aẓulah, un commentaire sur les dix principes de foi karaïtes et le Perush 'al 'Inyan ha-'Arayot, sur les lois de l'inceste selon Eliyahou Bashyatzi.
- Tsephania ben Mordecai Troki : frère du précédent, il est l'auteur du Ḳiddush ha-Ḥodesh we-Sod ha-'Ibbur, un livre sur le calendrier hébraïque, et de responsa sur les lois présidant à l'abattage rituel. Ces deux ouvrages sont mentionnés par Simhah Luzki dans son Oraḥ Ẓaddiḳim[1].
- Zerah ben Nathan Troki, né à Trakai en 1580, poète liturgique et érudit qui correspondit avec Joseph Delmedigo, lui envoyant douze questions sur les mathématiques, l'astronomie, l'angélologie, la Kabbale et d'autres sujets. Il correspondit également avec Meir de Metz.
- Abraham ben Josiah ha-Shofeṭ Troki, un médecin et érudit du XVIIe siècle. Il fut le médecin de Jean III Sobieski, puis du Grand Duc Sigismond II, et l'auteur de deux traités médicaux, deux ouvrages scientifiques et, selon Abraham Firkovich, d'un livre en sept sections intitulé Masa ha-'Am, qu'il vendit aux frères dominicains de Wilna après l'avoir traduit en latin.
- Salomon ben Aaron Troki, un érudit et polémiste des XVIIe et XVIIIe siècles, auteur de livres polémiques contre le judaïsme rabbinique et le christianisme, ainsi que d'une réponse à un ministre du gouvernement de Suède sur les différences entre les deux courants du judaïsme.